# Tomasz Mochocki
Tomasz Mochocki (ur. 6 lipca 1985 w Kielcach) – polski piłkarz ręczny, rozgrywający, od 2017 zawodnik Stali Mielec.
Wychowanek Vive Kielce. Następnie uczył się i występował w SMS-ie Gdańsk. W latach 2004–2006 ponownie był zawodnikiem Vive, grał jednak przede wszystkim w jego rezerwach. W latach 2006–2009 był graczem Stali Mielec. W sezonie 2008/2009, w którym rozegrał 28 meczów i zdobył 150 goli, zajął 6. miejsce w klasyfikacji najlepszych strzelców Ekstraklasy. W latach 2009–2015 był zawodnikiem Chrobrego Głogów. Grając w głogowskiej drużynie, dwukrotnie rzucił co najmniej 100 goli w jednym sezonie Superligi – uczynił to w sezonach: 2010/2011 (101 bramek) oraz 2011/2012 (120 bramek).
W latach 2015–2017 był zawodnikiem KPR-u Legionowo, w którego barwach rozegrał w Superlidze 52 mecze i zdobył 145 goli. W 2017 przeszedł do Stali Mielec. W sezonie 2017/2018 wystąpił w 28 spotkaniach, w których rzucił 89 bramek, a w grudniu 2017 został wybrany zawodnikiem miesiąca w Superlidze (w internetowym głosowaniu wyprzedził Mateusza Korneckiego i Przemysław Krajewskiego). W sezonie 2018/2019 rozegrał 34 mecze i zdobył 85 goli.

## Osiągnięcia
Indywidualne
- 6. miejsce w klasyfikacji najlepszych strzelców Ekstraklasy: 2008/2009 (150 bramek; Stal Mielec)[3]
- Gracz Miesiąca Superligi: grudzień 2017 (Stal Mielec)[4]